# Varro Atacinus
Publius Terentius Varro (82-35 v.Chr.), beter bekend als Varro Atacinus om hem beter te kunnen onderscheiden van zijn tijdgenoot Varro Reatinus, was een vroege Romeinse dichter.
Hij werd geboren in Gallia Narbonensis, de huidige regio Narbonne in Frankrijk, nabij de rivier Atax, de huidige Aude. Zijn bijnaam Atacinus duidt op zijn geboorteplaats.
Zijn eerste bekende werken zijn Bellum Sequanicum, een gedicht over de veldtocht van Julius Caesar tegen Ariovistus en Satires. Verder vertaalde hij de Argonautica (van Apollonius Rhodius) in het Latijn. Er zijn ook liefdesgedichten van hem bekend, een ander gedicht de graven der groten, Cosmographia of Chorographia (een werkstuk over geografie, door Vergilius naar verwezen), Ephemeris, een landbouwkalender naar inspiratie van Aratus en Rerum Rusticarum (Over de landbouwzaken).